# Christopher Latham Sholes

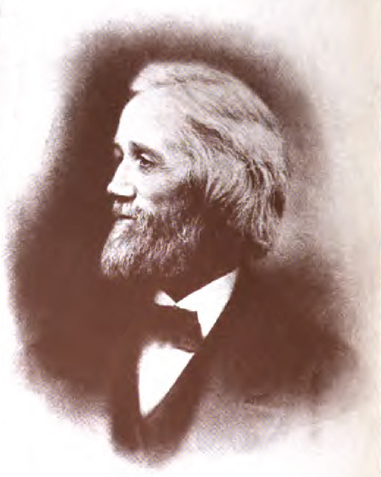
Sholes, Christopher Latham US-amerikan. Techniker (1819–1890)

Christopher Latham Sholes (* 14. Februar 1819 bei Mooresburg, Pennsylvania; † 17. Februar 1890 in Milwaukee, Wisconsin) war ein US-amerikanischer Buchdrucker, Journalist und Erfinder.

## Leben

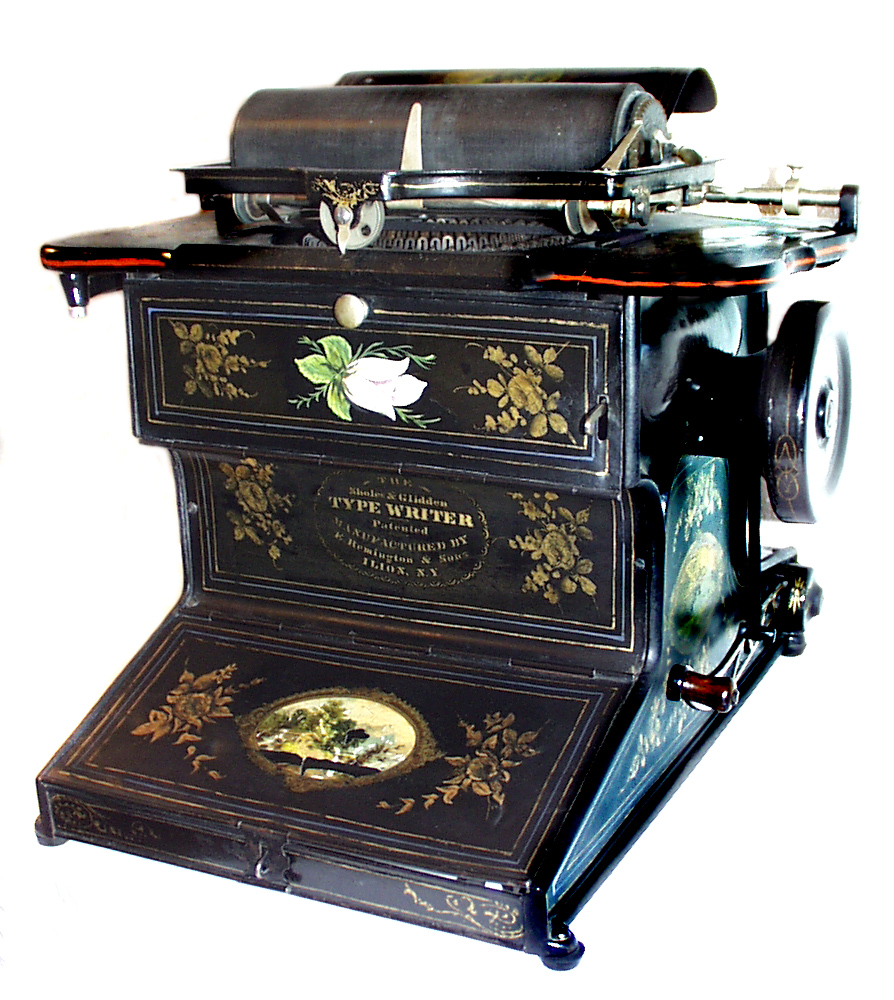
Sholes & Glidden Typewriter, 1876

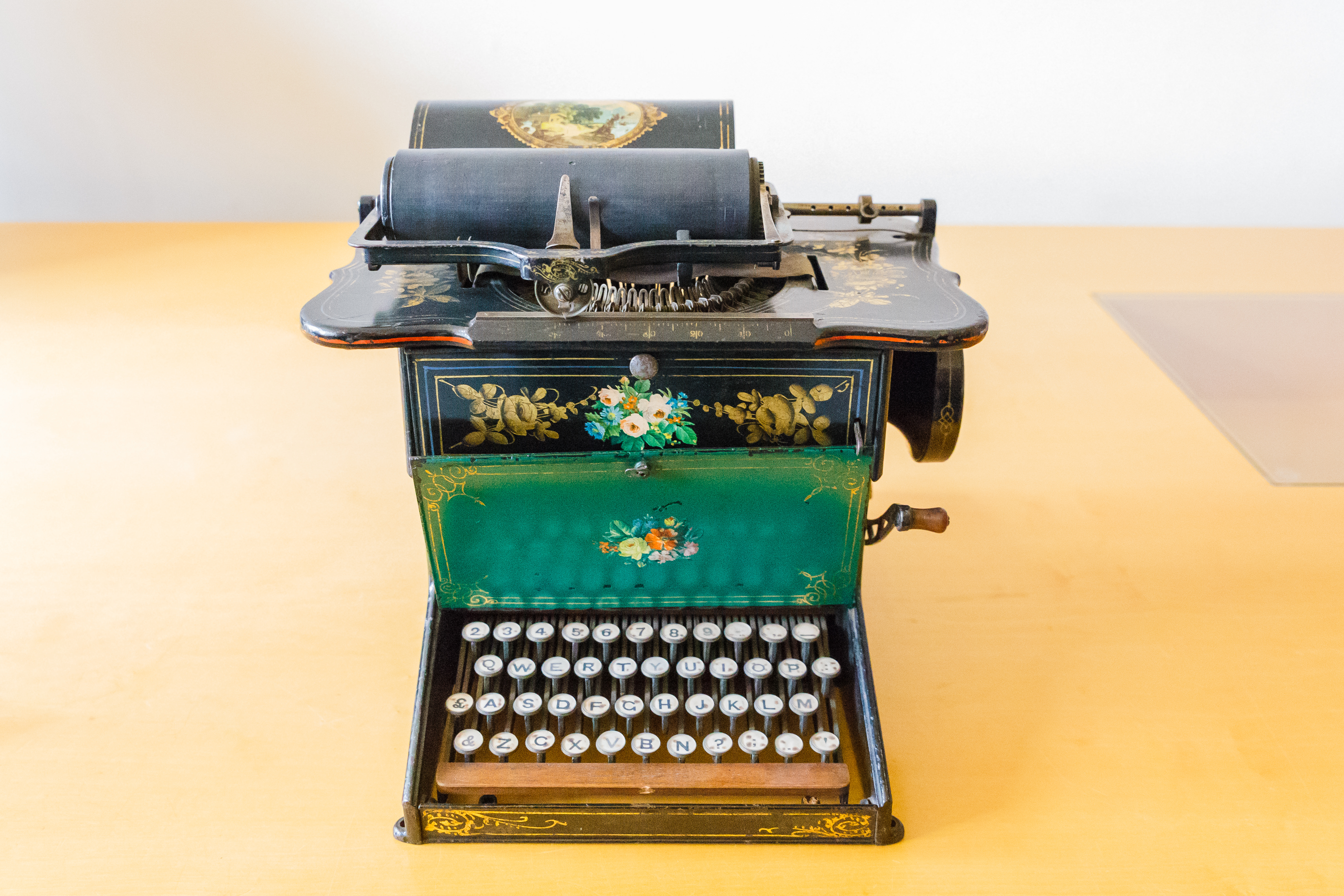
Sholes & Glidden Typewriter in der Technischen Sammlungen Dresden, 1876

Der auf einer Farm im Montour County geborene Sholes war in Madison als Drucker und später als Herausgeber der Bender's Newspaper tätig. In dieser Stadt war er einer der Mitbegründer der Republikanischen Partei des Staates Wisconsin; zuvor hatte er der Free Soil Party angehört. In späteren Jahren schloss er sich der Liberal Republican Party und zuletzt der Greenback Party an. Von 1848 bis 1849 sowie von 1856 bis 1857 saß Sholes im Staatssenat; zwischen 1852 und 1853 war er Abgeordneter in der Wisconsin State Assembly. Während des Bürgerkrieges fungierte er als Posthalter in Milwaukee.
Der Kleinsteuber's Machine Shop in Milwaukee war die Wiege der ersten US-amerikanischen Schreibmaschine. Zusammen mit Carlos Glidden und Samuel W. Soulé konstruierte Sholes am 14. Juli 1868 seinen ersten typewriter und meldete diese zum Patent an. Diese Schreibmaschine verfügte über eine zweireihige Tastatur. Sie war nicht die erste Schreibmaschine der Welt, diese geht zum Teil auf Peter Mitterhofer (1866) zurück. Im Jahre 1875 wurde eine Schreibmaschine mit der von Sholes ersonnen, heute noch üblichen QWERTY-Tastaturbelegung zum Patent angemeldet, Die Maschine war einigermaßen handlich und man konnte auf ihr so schnell schreiben wie von Hand. Die von der bis dahin geltenden strikt alphabetischen Anordnung abweichende Tastaturbelegung hatte den Zweck, mit der Platzierung häufig zusammen auftretender Buchstaben auf möglichst entfernt voneinander angeordneten Hebeln das häufige Verklemmen der Typenhebel zu verhindern. Bis 1872 entstanden etwa 30 Prototypen dieses Modells.
Sholes, Glidden und auch Soulé konnten noch nicht mit zehn Fingern schreiben.
1873 verkaufte Sholes seine Schreibmaschine an die Firma Remington Arms Company in New York. Diese Firma produzierte bis dahin nur Waffen und Nähmaschinen und musste von Sholes erst mühsam von einem neuen Produkt überzeugt werden. Nach einer Modifizierung kam am 1. Juli 1874 die Schreibmaschine als Sholes & Glidden Type-Writer auf den Markt und wurde bis 1878 produziert. Der Geschäftszweig Schreibmaschinen wurde später verkauft und zu Remington Rand umbenannt.
Im Alter von 71 Jahren starb Christopher Latham Sholes am 17. Februar 1890.